# Svédország társadalma a középkorban

A svéd állam elhelyezkedése Skandináviában a 13. század elején (lila színnel)

Svédország társadalma a középkorban számos hasonló vonást mutatott a másik két skandináv állammal, Norvégiával és különösen az e korban legfejlettebb Dánia társadalmával, de sok sajátossággal is rendelkezett. Nyugat-Európához képest a legnagyobb eltérés Skandináviában a szabad parasztság jelentősége volt. A Svédországban különösképpen nagy szabad területek miatt a földesurak a középkorban sem voltak képesek megfosztani a parasztokat személyes szabadságuktól, földmagántulajdonuktól.

## A középkori Svédország

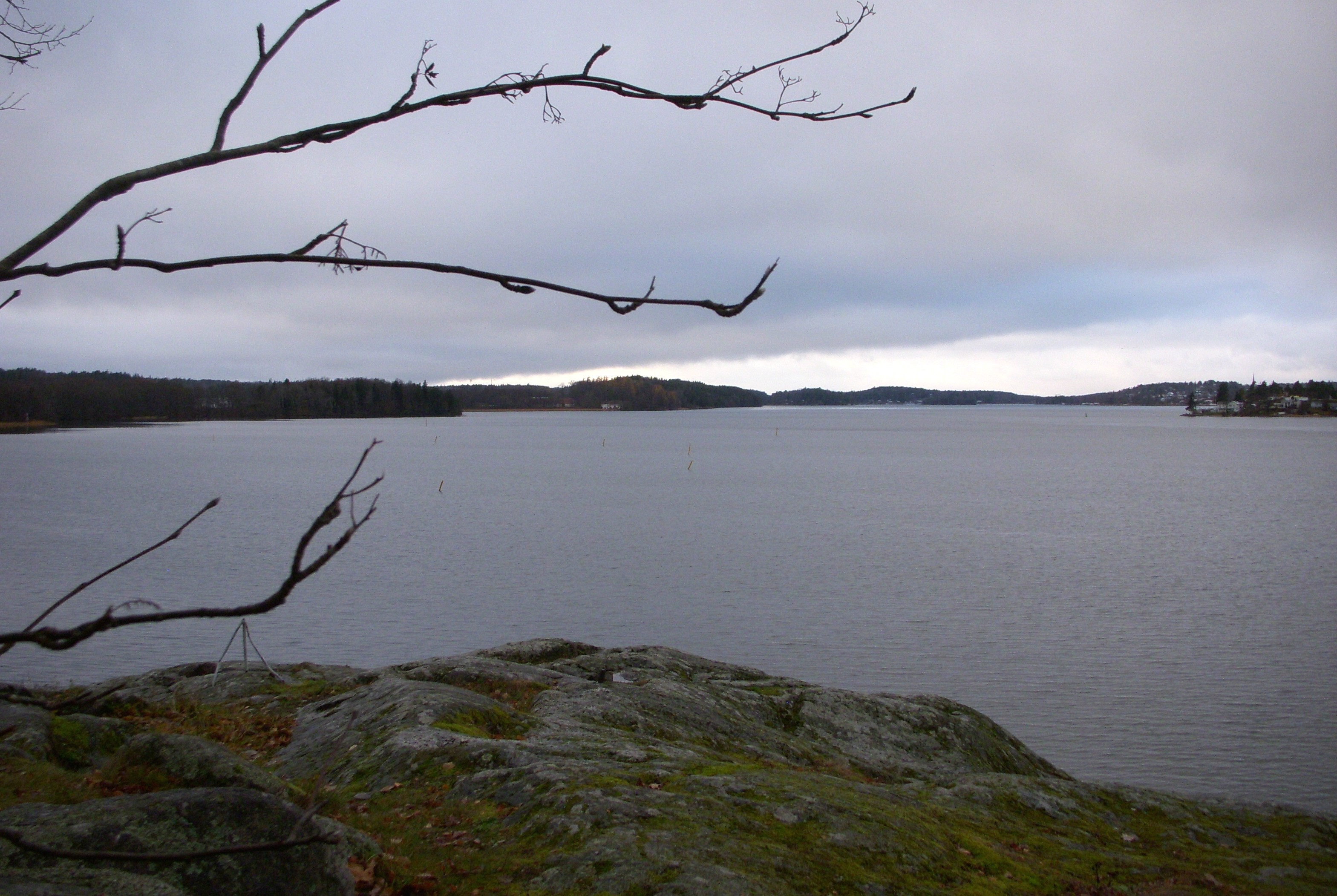
A Mälaren egyik öble

A kora középkori svéd állam a mai Svédország déli-középső részén, egy nagyjából ovális alakú, kelet-nyugati irányban 180-200, észak-déli irányban pedig 100–120 km átmérőjű terület volt, amely három nagy törzsi-tartományi területből állt a mai Uppland, Västmanland és Södermanland vidékén. Ezek kisebb körzetekre, úgynevezett századkerületekre. (hundare) oszlottak. E korai svéd területek középpontját a Mälaren-tó, azaz akkoriban még tulajdonképpen tengeröböl alkotta. Ez volt a legendabeli királyok otthona, amit a korabeli források Svithiod, Suonia vagy Suedia néven emlegettek. Itt élt az úgynevezett svea nép (sweon, suedi, sviar) a későbbi állam névadója. A Vänern és Vättern tavak vidéke, az úgynevezett Götaland vagy Götland a göta vagy gautar nép szállásterülete volt, ezen belül megkülönböztettek Öster-, illetve Vástergötlandot. A Botteni-öböl nyugati partvidékének egy részét hívták Halsinglandnak, itt a svea vidékekről kivándoroltak telepedtek meg, és egy szabad, erdei társadalmat hoztak létre. A hälsing szó is erre utalt, mivel saját gazdasággal rendelkező földművest (telepest) jelentett. Bár a 12. század előttről nincsenek adatok arra, hogy politikai kapcsolatban álltak volna a svéd királysággal, Hälsingland lakosainak tradíciói, rokoni kapcsolatai, szokásjoga révén Sueonia részének számított. Hasonló szabad közösség élt a Vänern-tótól északra elterülő, mintegy 15 000 km² erdős-dombos területen, amit Värmland (azaz „meleg föld”, tulajdonképpen meleg folyó menti terület) néven neveztek.
Snorri Sturluson Szent Olafról szóló sagája szerint Värmlandot a svéd és norvég királyok zsarnoksága elől ide menekültek népesítették be. Värmlandtól északnyugatra. a völgyekkel szabdalt hegyek vidékén, Dalarna (magyarul völgyek) tartományban szintén szabad erdőlakók éltek, akik a földművelésen és állattartáson kívül bányászattal is foglalkoztak. Dalarna átmenetet képezett a szelídebb déli tájak és a zord észak között, mert a Skandináv-hegység észak felé húzódó gerince innen válik egyre magasabbá, s végül a Kebnekaise hófödte csúcsában tetőzik Lappföldön, akiknek lakóit Brémai Ádám scritefinninek nevezte krónikájában.

## Társadalmi szerkezet

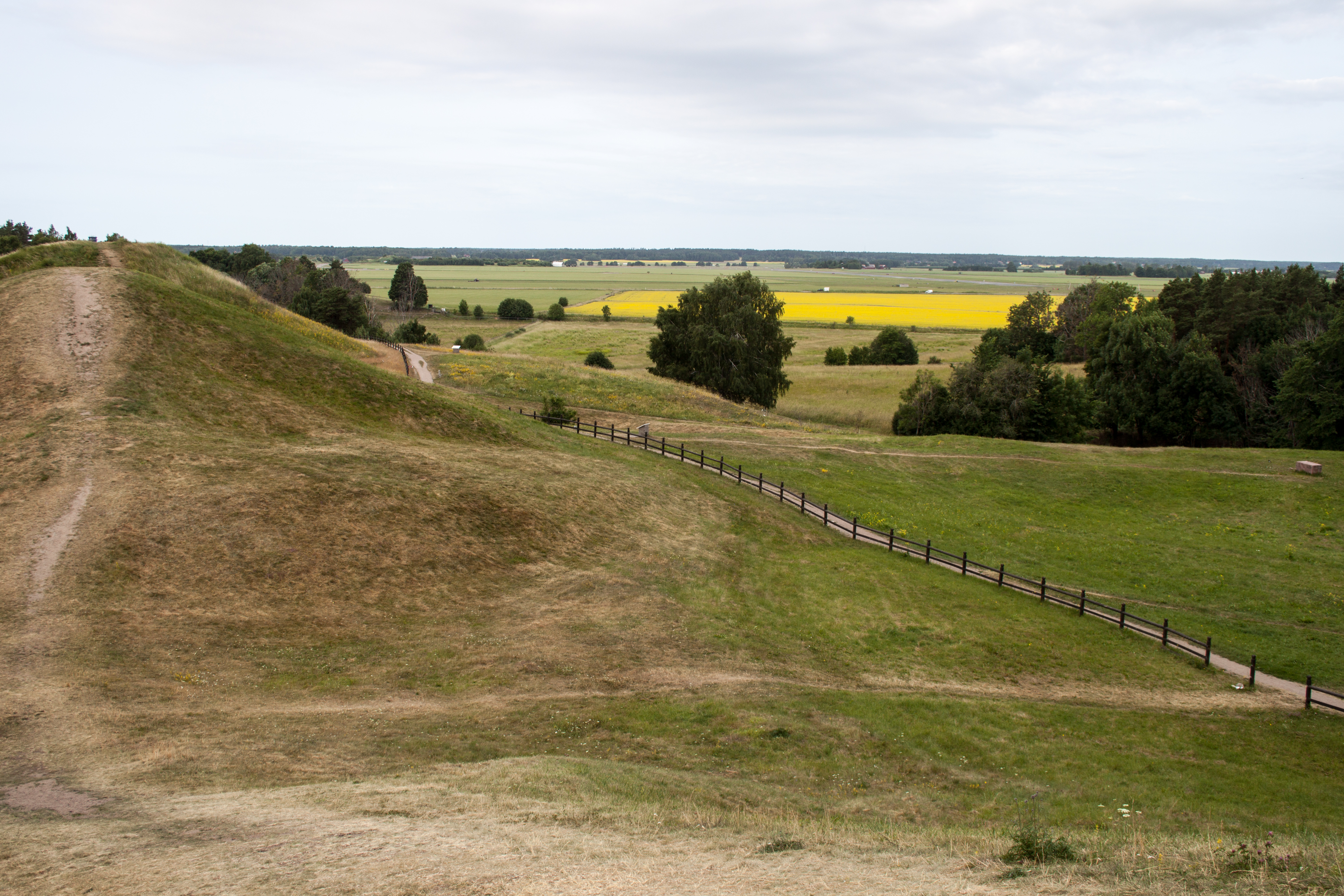
Kilátás az uppsalai királyi halomsírokról az egykori tengeröböl felé, ami mára már a szárazföld kiemelkedés miatt szárazra került

A középkori svéd faluközösség, ami lényegét illetően már az i. sz. 5. századra kialakult, lényegében változatlan maradt a középkoron át. A kereszténység felvétele előtti, nemzetségi eredetű  jogrendszer is fennmaradt. Ezt a szabad, fegyverviselő férfiak közössége, az őket magukba foglaló gyűlés, a ting szabályozta. A választott elöljáró, a lagman („a törvény embere”) irányította a jogszabályok megalkotását a helyi szükségletek szerint és azok fenntartását, alkalmazását. (Ennek a gyakorlatnak az ismert példája a középkori izlandi Alþingi).
Az alsó szintű közigazgatási egység a härad („száz”) volt. Efelett a tartományok (land) voltak, amik sokáig nagy függetlenséggel rendelkeztek, önálló életet éltek. Közöttük az összekötő erőt a közös viking hagyományok, a közös katonai szervezet, és a sokáig még a kereszténység mellett-mögött is továbbélő többistenhit jelentette. A mindennapi életben Brémai Ádám írásai szerint jellemző volt rájuk a mérsékeltség, a hivalkodás megvetése, és a többnejűség. A számos feleség tartásának elterjedését és továbbélését a viking kalandozások, a csatákkal és a veszélyes kereskedelmi utakkal járó férfiveszteségek és a férfiak külföldi letelepedése is erősítették.
Svédországban a föld magántulajdonban volt és döntően ott is maradt a kereszténység felvétele után is, nem ismerték a feudális jellegű, feltételhez kötött birtoklási formákat. A társadalom túlnyomó többségét kitevő parasztság személyükben szabad emberekből állott. A szabadokat nem tudták alávetni a nemesek, mint másutt Európában a középkorban, azonban ők sem voltak egyenlőek. Aki birtoka jövedelméből képes volt lóval hadba vonulni, azaz lovasként katonáskodni, az egyházi tized kivételével mentesült az adózás alól. Belőlük alakult ki az alsóbb svéd nemesség, a frälse, azaz „megváltott” személyek. Ez a társadalmi réteg alulról nyitott volt, bárki bekerülhetett, aki teljesíteni tudta a lovas katonáskodás anyagi feltételeit. A frälse és az előkelők között már élesebb különbséget tettek. Csak az utóbbiak lehettek az országtanács tagjai, csak ők tölthettek be országos méltóságokat, várkörzetek igazgatási tisztségét.
Az adómentes nemesi réteg általában igyekezett kiterjeszteni birtokait, hogy növelje bérlői számát. Ezzel a korona adófizető parasztokat veszített. Svédországban,, akárcsak Dániában, az alsóbb nemesség tagjai gyakran az előkelők szolgálatába álltak, és azok birtokain lettek jószágkormányzók, intézők vagy akár várnagyok. A finn területeken a 14. század végétől a svéd hatalommal együttműködő finn vezető rétegből is csak egy alsó szolgáló nemesi csoport alakult ki, és a svéd nemesség ezt sem tekintette magával egyenrangúnak. Viszont a 15. század közepétől már a finn nemesek is képviseltették magukat a svéd rendi fórumokon.
A jobbágyság ismeretlen volt, a nagyobb földbirtokosok bérlőknek adták ki földjeiket, vagy saját kezelésű majorságokat alakították ki, amit alapvetően szolgákkal műveltek meg. A szolgák társadalmi csoportja tulajdonképpen a korábbi rabszolgaságnak felelt meg. A kora középkori vikingek rablógazdálkodása nagyrészt rabszolgák szerzésére, a velük folytatott kereskedelemre alapult, és közülük sokakat végül a nagy földbirtokosok földjein foglalkoztattak. Svédországban még a 14. században is sok rabszolga volt. Ezt mutatja Magnus király 1335-ös rendelete, amiben csak meglehetősen enyhe korlátokat állított a rabszolgaság elé: rögzítette, hogy aki az adott tartományban született törvényes házasságban keresztény szülőktől, azt a tartomány földjén tilos szolgaként tartani.
A 14. században két másik északi országhoz hasonlóan Svédországban is nagy népességcsökkenés következett be a klíma romlása és a pestis miatt. A saját földtulajdonnal rendelkező szabad parasztok helyzete romlott, mert a korona a megmaradt adóalanyoktól a legnehezebb helyzetekben is megkövetelte az adót. A szabad parasztok egy része Svédországban is igyekezett szabadulni ettől úgy, hogy földjét nagyobb birtokosra ruházva bérlővé vált, s ily módon mentesült az állami adók alól. A 14. század második felétől növekedésnek indult a földbérletek aránya és felgyorsult a földmagántulajdon koncentrációja.

### Közigazgatás, hatalomgyakorlás

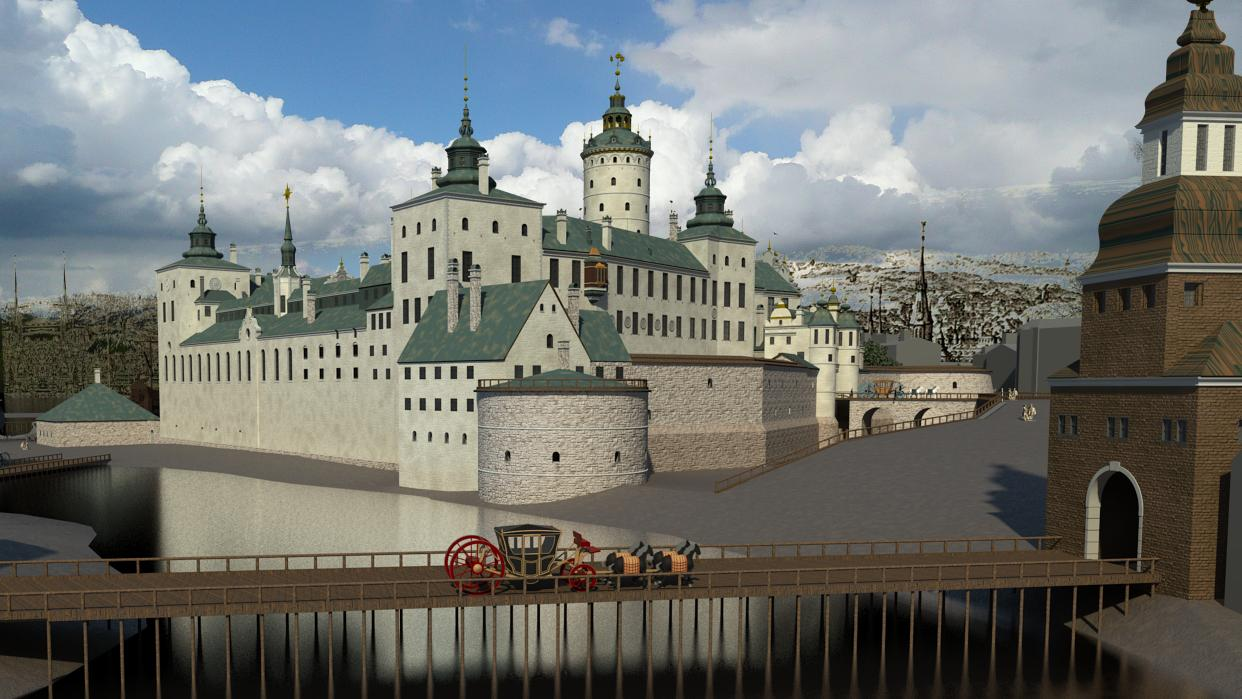
A középkori stockholmi királyi vár (számítógépes rekonstrukció)

A svéd királyság a kora középkorban kialakult nagyobb területi egységekből, a landokból állt össze. A 10. században minden land élén egy-egy jarl állt. Magnus Eriksson király törvénykönyve szerint Svédország a következő tartományokból állt: Uppland, Östergötland, Öland, Västergőtland, Värmland, Södermanland, Närke, Västmanland, Dalarna, Tiohärad. Az egységes királyságban a jarlok helyett a tartományok élére szintén ősi hagyományokra visszatekintő választott tisztségviselő, lagman került. Ők voltak azok, akik a tartományi népgyűlésen mindenki számára felidézték a szokásjogot, azokat ismertették, értelmezték. A lagmant részben a tartományi gyűlésem, tingen választották, részben pedig kinevezték. Az egyházmegyeileg illetékes püspök nyolc héttel korábban meghirdette a lagmant választó gyűlést. A tingre a püspök még két egyházi személyt hozott magával, a gyűlés pedig hat nemest és hat parasztot választott. Ez a 15 fő együttesen választott ki három jelöltet a lagman tisztségére, s közülük már az uralkodó nevezte ki a tartományi főbírót. Azt a területet, amelyen a jogszolgáltatást az így hivatalba lépő lagman irányította, lagsaga (főbírói tartomány) néven nevezték. A lagsagáknak komoly szerepük volt az uralkodóválasztásban. A királyválasztásra kijelölt napon mindegyik lagsagából a lagmannak, továbbá 12 bölcs embernek kellett megjelennie a Mora mezei gyűlésen, Uppsalától délkeletre. Az első szavazatok leadása a „házigazda” Uppland főbíráját és a vele érkezett 12 embert illette, a sor végén pedig Västmanland küldöttei álltak. A keleti, azaz finn országrészben a 15. század első harmadának végéig nem volt lagsaga, így onnan küldöttek sem jöhettek a királyválasztásra. Finnországot 1362-től, Håkan Magnusson svéd királlyá választásától Åbo (Turku) püspöke képviselte. Ahhoz, hogy valaki svéd király lehessen, a lagmanok és kíséretük többségének szavazatára volt szükség. A koronázás nem volt feltétele a királyi hatalom gyakorlásának, az új király döntötte el, hogy megkoronáztatja-e magát, és ha igen, hol kerüljön sorra a szertartás. Az is csak ajánlás volt, hogy lehetőség szerint az uppsalai érsek legyen a koronázó egyházi személy. A király megválasztását követően a lagmanoknak és a lagsagák jelen lévő küldötteinek a tartományban élők nevében, az alattvalók képviseletében hűségesküt kellett tennie. A megválasztott király kötelessége volt az ország bejárása lóháton, az eriksgata nevű körutazás megtétele. Az Uppsalából induló útvonalat régi szokás határozta meg, és végül az érseki székhelyen is ért véget. Országjárása során a király minden tartományban ígéretet tett koronázási esküje megtartására, illetve fogadta az alattvalók hódolatát.
A nemesség és egyházi főméltóságok gyűléséből fejlődött ki az országtanács, azaz a királyi tanácsból (concilium regis) a királyság tanácsa (concilium regni). A svéd püspökök mind tagjai voltak az országtanácsnak. A kalmari unió idején az országtanácsok jelentősége mindhárom északi országban megnőtt, majd Svédországban az országot ténylegesen kormányzó intézménnyé vált, amiben a főnemesség volt a meghatározó (míg Norvégiában például az egyházi vezetők). Válságidőszakokban a concilium regni a királyság összes rendjének eseti gyűlésévé vált, ahol a városok és a tartományi közösségek küldöttei is megjelentek. Ez megalapozta az országtanács politikai szerepének további erősödését, és az intézmény az újkori svéd rendi gyűlés (Riksdag) előfutára lett. 1457-től a finn területek külön gyűlése Åboban erősítette meg a királyválasztást.
Az állam központi irányítása szempontjából a legfontosabb igazgatási egységek a várkörzetek voltak. A király ezekre építette fegyveres hatalmát, és a várkörzetek vezető tisztségviselői helyben a király képviselői voltak. Ez a tisztség ugyanakkor a nemesek számára hatalmi, gazdasági pozíciójuk erősítését is jelentette. A legfontosabb ilyen várkörzetek Stockholm, Västerås, Kalmar és Åbo voltak.

### Városok

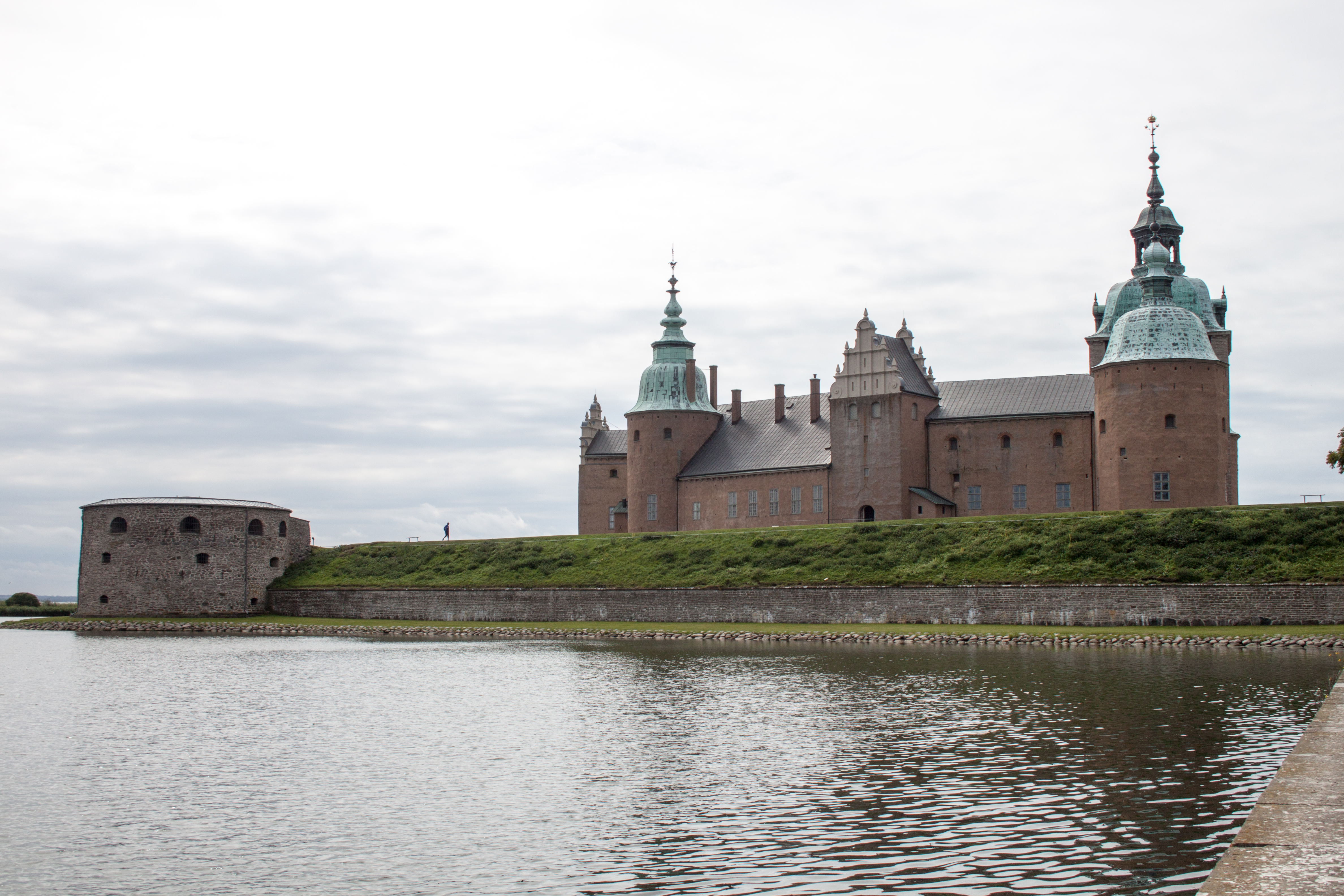
A kalmari vár

A svédországi városok – a többi skandináv ország városaihoz hasonlóan – kis méretűek voltak. Stockholm és Visby, a legnagyobbak is csak 5-6000 lakosúak voltak. Utánuk következett Kalmar; Jönköping, Uppsala, Västerås 2-3000 lakosal. Néhány közülük főleg külkereskedelmi szempontból volt fontos, mint Stockholm mellett Söderköping, Kalmar, Lödöse.  Svédországban a középkorban (Finnországgal együtt) összesen 35 városias település volt, ebből három esett a finn területekre: Åbo (Turku), Viborg (Viipuri), Borgå (Porvoo). (Helsinki, svédül Helsingfors, csak 1550-ben lett város.) A finn kereskedők – (az åboiak (turkuiak) kivételével – exportáruikat csak Stockholmon keresztól értékesíthették.
A svéd városokban a kezdeteiktől folyamatos volt a német polgárok, kereskedők, iparosok jelenléte; arányuk egyes városokban, mint Stockholm, Kalmar, Vásterås, a lakosság harmadát is elérte, és az esetek nagy részében meghatározó volt a szerepük lett a városok vezetésében. Az itt élő németek bekapcsolódtak a svéd belpolitikai küzdelmekbe, emiatt többször is súlyos csapások, kollektív büntetés is érte őket. 1471-ben például, amikor a svéd „nemzeti” erők győzelmet arattak a Stockholmban is uralkodó dán király felett, a német tanácstagokat azonnal kizárták a stockholmi városi tanácsból, valamint törvénnyel tiltották ki őket minden svéd város tanácsából.

## Gazdaság
Az alacsony népsűrűség miatt évszázadokon át korlátozás nélkül bárki új irtásföldeket vehetett művelésbe, amik így a tulajdonává váltak. Többnyomásos művelésre sem volt szükség. Zártabb falvak, települések helyett különálló családi gazdaságok rendszere jött létre. Svédország termőföldjeinek még a 16. század első felében, Gustav Vasa idején is mintegy a fele szabad parasztok kezén volt. A korona, azaz az uralkodó által képviselt állam 29%-ot birtokolt, a nemesség és az egyház együtt pedig 21%-ot. Itt volt a legmagasabb a paraszti földtulajdon aránya a skandináv országok közül. A gyenge talajok miatt egy-egy gazdaság átlagosan 120 hektáros volt, rajta szántók mellett nagy kiterjedésű legelők és erdők is voltak. A legtermékenyebb a Mälaren vidéke volt. A vékony termőtalaj miatt a szántáshoz többnyire csak könnyű, szimmetrikus túróekét használtak.
A korai középkorban a fő termény az árpa volt, az éghajlat romlásával később elterjedt a hidegebb és nedvesebb éveket jobban bíró rozs, valamint a lovas katonai szolgálattal összefüggésben a zab. A hosszú tél miatt nagyon sok téli takarmányról kellett gondoskodni. Az elsősorban saját és belföldi fogyasztásra termelt gabona mellett a fő exportáru a szarvasmarhatenyésztés révén előállított vaj volt. A 14. században az egyik legfontosabb svéd exportpiacon, Lübeckben a svéd exportáruk értékének negyedét a vaj tette ki. A másik jelentős exportcikk-csoport ebben az időben már a fémek voltak, elsősorban a vas és a réz.
A hatalmas erdők miatt az erdei gazdálkodás az ország minden vidékét jellemezte. Nagy szerepe volt a hús- és prémvadászatnak, az erdei gyümölcsök, gombák gyűjtögetésének. Az édesvízi halászati lehetőségek szinte kimeríthetetlenek voltak. A nagyobb folyókon korán elterjedt a faúsztatás gyakorlata.
A rendelkezésre álló területek bősége ellenére szinte folyamatos volt további északi területek feltárása. Az állam adómentességgel, a kereskedelmi jog megadásával ösztönözte ezt a fajta belső gyarmatosítást. A telepesek, (birkarlar) rénszarvastenyésztéssei és a Botteni-öböl térségében fókavadászattal is foglalkoztak, sőt adót is szedhettek a lappoktól, továbbá lazachalászati és vadászati kiváltságokat kaptak.
A középkor vége felé, főleg a pestisjárványok nyomán megjelent a munkaerőhiány. A nagybirtokosok ezen igyekeztek a földnélküli parasztok kényszermunkájával segíteni, de ez ellen a svéd parasztság általában sikerrel védekezett felkelésekkel és politikai mozgalmakkal is. Fő erejük a hagyományos faluközösség szolidaritása és egysége volt; ez azonban a másik oldalon a földesúri nagybirtokok kialakulásának fékezésével hátráltatta a mezőgazdaság technikai haladását.

### A népesség alakulása
A középkori meleg időszak körülményei között a mezőgazdasági termelés földrajzi kiszélesedésévei Svédországban is gyors ütemben nőtt a népesség, és mai becslések szerint a 13-14. század fordulója táján elérhette a 600 000 főt (Finnország nélkül). A 14. század közepén a pestis Svédországot is elérte. Ezután a  népesség csak 1570 táján érte el az 1300 körüli színvonalát. Északon, ahol nem volt pestis, folyamatos volt a népesség növekedése. Finnországnak is csak a tengerparti részeit érintette a járvány, demográfiai törés nem történt, és a népesség a 16. század közepén 300 000 fő körül lehetett.
A kis jégkorszak és a pestis következtében Svédországban is teret nyert a pusztásodás folyamata. Északon és a magasabban fekvő területeken fel kellett hagyni a földműveléssel, de Småland tartományban is elnéptelenedett a települések 30-40%-a.
A nagy területekre kiterjedő hanyatlás mellett Skandinávia keleti és északkeleti részein folytatódott a koIonizáció is. Finnországban északi irányba haladt a telepes mozgalom, számos új település jött létre.

### Adózás
Az állattartás jelentőségét mutatja, hogy a szántóföldek után szedett egyházi tizednek csak kétharmadát kellett gabonában fizetni, a fennmaradó egyharmadot vajadó formájában teljesítették.
A koronának fizetendő adó kivetésénél alapját a ház, a tanya (azaz „füst”), illetve a birtokolt szántó vagy földterület jelentette. A ritkán lakott vidékekekn a birtokolt földterület nagysága nehezen volt meghatározható, ezért Svédország északi részein és a meghódított vagy betelepített finn területeken az „íj” is adóalapot jelentett, azt az erdőre járó, az íjat megfeszíteni, vadászni képes felnőtt korú férfiaknak kellett megfizetni.
A 13. század folyamán állami adóvá alakult át a szabadok ősi skandináv hagyomány szerinti tengeri hadviselési, hajóállítási kötelezettsége, a ledung. A katonák beszállásolása szintén a paraszti terhek közé tartozott. A svéd területeken ugyan Magnus Birgersson király eltörölte ezt 1280-ban, de a finn területeken a középkorban mindvégig fennmaradt, neve ruokaruotsi volt, ami „etetendő svédet” jelentett. A svéd királyok emellett igyekeztek minden lehető alkalommal rendkívüli adókat is kivetni, például elsősorban háború esetén, de koronázáskor, ha az uralkodó országjárásra indult, nagy építkezések idején (robotkötelezettség), gyermekei házasságkötésekor. Azonban a szokásjog szerint a szabadokból álló nép mérlegelhette a király adókivetésének jogosságát. Ez leggyakrabban konfliktusokhoz vezetett.

### Bányászat

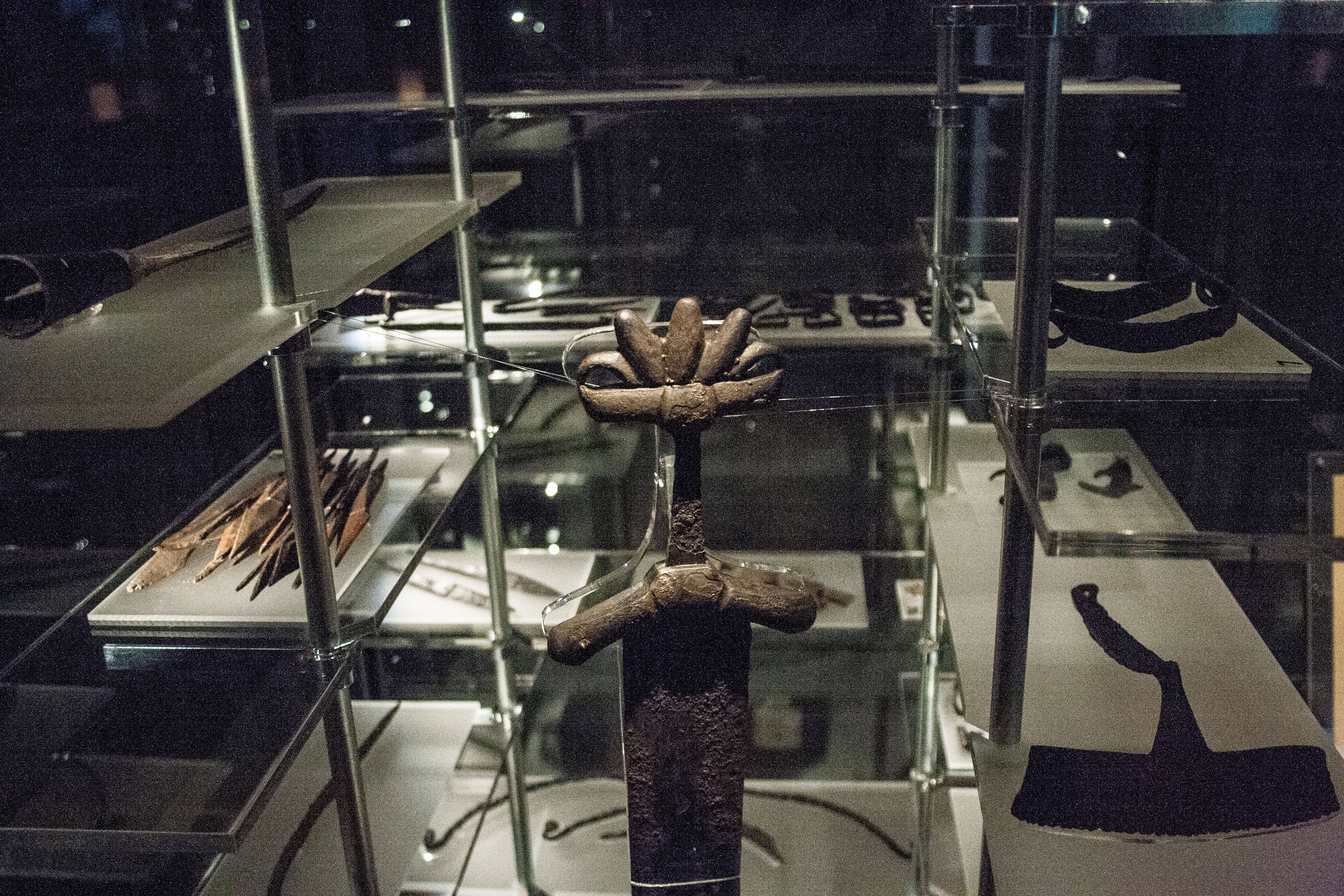
Vastárgyak egy viking kori vaskereskedő sírjából

A mai Svédország területén az ókorban, a skandináv vaskor idején, majd a korai középkorban, a vikingek idején gyepvasércből készítettek a vasfegyvereket és -szerszámokat. A 12. századtól azonban már megindult a nagyobb vasérclelőhelyek kiaknázása, a bányászat és a nagyobb léptékű vaskohászat is. Ez sok embernek jelentett megélhetést, és hamarosan a bányatermékek adták az ország legfontosabb exportcikkeit, a vasat és a rezet. A fémfeldolgozás felfutásában nagy szerepe volt a 14. századtól a német területekről származó technológiai importnak, a beköltöző német bányászok szakmai ismeretének.
A svéd vasexport az 1370 körüli évi mintegy 300 tonnáról a 15. század első felében 900, a középkor végére pedig 1100 tonnára emelkedett. A vas kitermelése és feldolgozása elsősorban Közép-Svédországban, a Mälaren tótól északra volt meghatározó. Ennek a tájnak a neve, Bergslagen is a bányaművelésből származik. A rézérc fő lelőhelyei Dalarna térségében voltak. A késő középkorban már körülbelül 20 000 ember, az összlakosság 3%-a dolgozott a bányászatban.
A bányászat gazdaságilag és jogilag általában a szabad parasztok és alsóbb nemesek birtokában volt. A földjeiken feltárt lelőhelyeket vagy maguk aknázták ki, vagy bérbe adták, s ők kohóikban a fémfeldolgozást végezték. A bányavidékek lakossága több lábon állt: a földművelés és az állattenyésztés mellett bányái és kohói is voltak. Termékeiket döntően Stockholm és Kalmar városok kikötőiből szállították a külföldi piacokra, főleg Lübeckbe. Az 1492-1495. évi lübecki vámkönyvek szerint az exportált svéd réz 60%-a, a vas 30%-a oda került.

### Hajózás és kereskedelem
A partvidékeken, a nagy tavaknál és folyóknál a paraszti hajóépítés és kereskedelmi hajózás is jelentős gazdasági tevékenység volt végig a középkoron át.

### Pénzrendszer
A svéd pénzrendszer a dán és a norvég pénzrendszerhez hasonló volt. 1 márka = 8 öre = 24 örtug = 192 penningar, azaz 1 örtug = 8 penningar, 1 öre pedig = 24 penningar. Az örtug a többi skandináv országban csak számlálópénz volt, Svédországban viszont ilyen címletű pénzérmét is vertek,  a német származású Albert svéd király verette először 1370 táján, mintája a vend Hanza-városok által készített Witten nevű pénzérme volt. Az örtug a késő középkorban Svédország fő pénzévé vált. 1478-tóI 4 penningar értékű úgynevezett fél örtugokat is vertek. Az öre vert pénzként csak a kalmari unióból történt végleges kilépés után, 1522-ben jelent meg. Gotlandon sokáig más pénzrendszert használtak. Itt 1 márka nem 192, hanem 288 penningart ért, és a gotlandi érmék Öland, Småland és Östergötland tartományokban is forgalomban voltak.

## Egyházszervezet

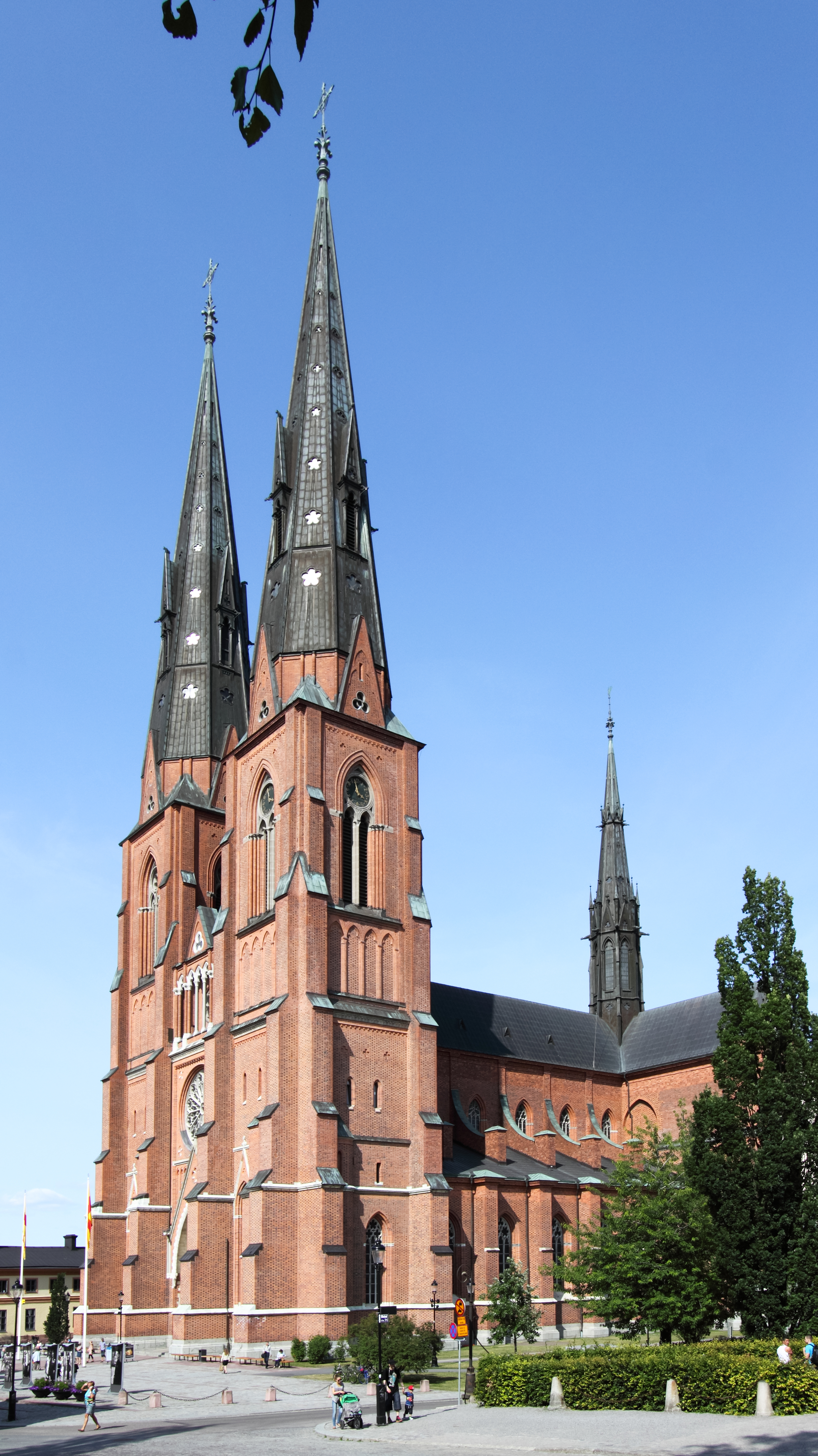
Az uppsalai székesegyház

A 9. századi kezdeti térítő tevékenység után a kereszténység tényleges felvételére Svédországban csak 1008-ban, Olaf Skötkonung király megkeresztelkedésével került sor. 1013-ban ő alapította meg az első svéd püspökséget, a Hamburg-brémai érsekség alatt. Uppsala azonban még sokáig a pogány kultuszok központja maradt. 1060-ban Sigtuna székhellyel jött létre a második svéd püspökség. Az uppsalai pogány szentélyt csak 1060 után rombolta le I. Inge svéd király. 1104-ben Lund dán püspökségéből érsekség lett, és a svéd püspökségeket is ehhez kapcsolták.
A svéd egyházszervezet megteremtése Inge király nevéhez fűződik, mivel Skara és Sigtuna mellett három újabb püspökséget alapított Eskilstuna, Linköping és Strängnäs székhellyel. A 12. században az egyház már meghatározó szerepet játszott a svéd társadalomban. IX. Erik svéd király keresztes hadjáratot vezetett a finn területekre, ezzel egyesítette a keleti svéd hódító törekvéseket az egyház érdekeivel. Később egy trónviszály következtében az uppsalai székesegyházban, mise közben lett gyilkosság áldozata. Szentté avatták, kultusza a svéd királyság egységének szimbóluma lett.
IV. Viktor ellenpápa volt az, aki 1164-ben, Karl Sverkersson uralkodása idején érseki székhellyé tette Uppsalát, s ezzel létrehozta a csak Rómához kapcsolódó, önálló svéd egyházszervezetet. Erik Knutsson lett az első svéd király, akit egyházi szertartással koronáztak meg és szentelt olajjal kentek fel.
A keleti svéd terjeszkedés eredményeképpen a svéd egyház püspökséget hozhatott létre Åboban (Turku) is. Magnus Eriksson király törvénykönyve szerint már hét püspökség létezett: Uppsala (ami egyúttal érsekség is volt), Linköping, Skara, Strängnäs, Västerås, Växjö, Åbo.
A bencések jelentek meg a szerzetesrendek közül először Svédországban, sigtunai kolostorukat 1000 körül alapították Olaf Skötkonung király támogatásával. A cisztercieket I. Sverker svéd király telepítette be az országba, és két kolostort is alapított számukra (Alvestra, Varnhem) a Rerum Svecicarum Historia szerint. Ciszterci szerzetesből lett az első uppsalai érsek is. A 12. század vége felé, Knut Eriksson uralkodása idején alapítottak Eskilstunában egy johannita rendházat. A koldulórendek, azaz a domonkosok és a ferencesek is megjelentek a svéd királyságban a 13. század közepén. A domonkosok 1249-ben már Åboban alapítottak egy kolostort.
A katolikus egyház Svédországban is hatalmas mértékben megerősödött a középkor végére. Csakúgy, mint másutt Európában, itt is nagy birtokokhoz jutottak öröklés révén, ugyanis a hívek egy részét sikerült meggyőzniük arról, hogy ilyen végrendelkezés révén biztosíthatják az üdvözülést a maguk számára. Számítások szerint a középkor végére Svédországban a falusi gazdaságok 21,3%-a az egyház tulajdonában volt, míg a nemesek birtokolták azok 20,7%-át, a korona pedig mindössze 5,6%-ot. Ennek ellenére továbbra is a szabad parasztság tulajdonolta gazdaságok 52,4%-át. Az ugyancsak Svédországhoz tartozó finn területeken az egyház és a nemesség még nem jutott nagy birtokokhoz, az összes gazdaság 96%-a a szabad parasztok tulajdonában volt. Az egyház jelentős összegeket gyűjtött Svédországban is a búcsúcédulák árusítása révén. A katolikus egyház hatalmas világi vagyona Svédországban is megvetette a politikai alapját a későbbi reformációnak.

## Kultúra

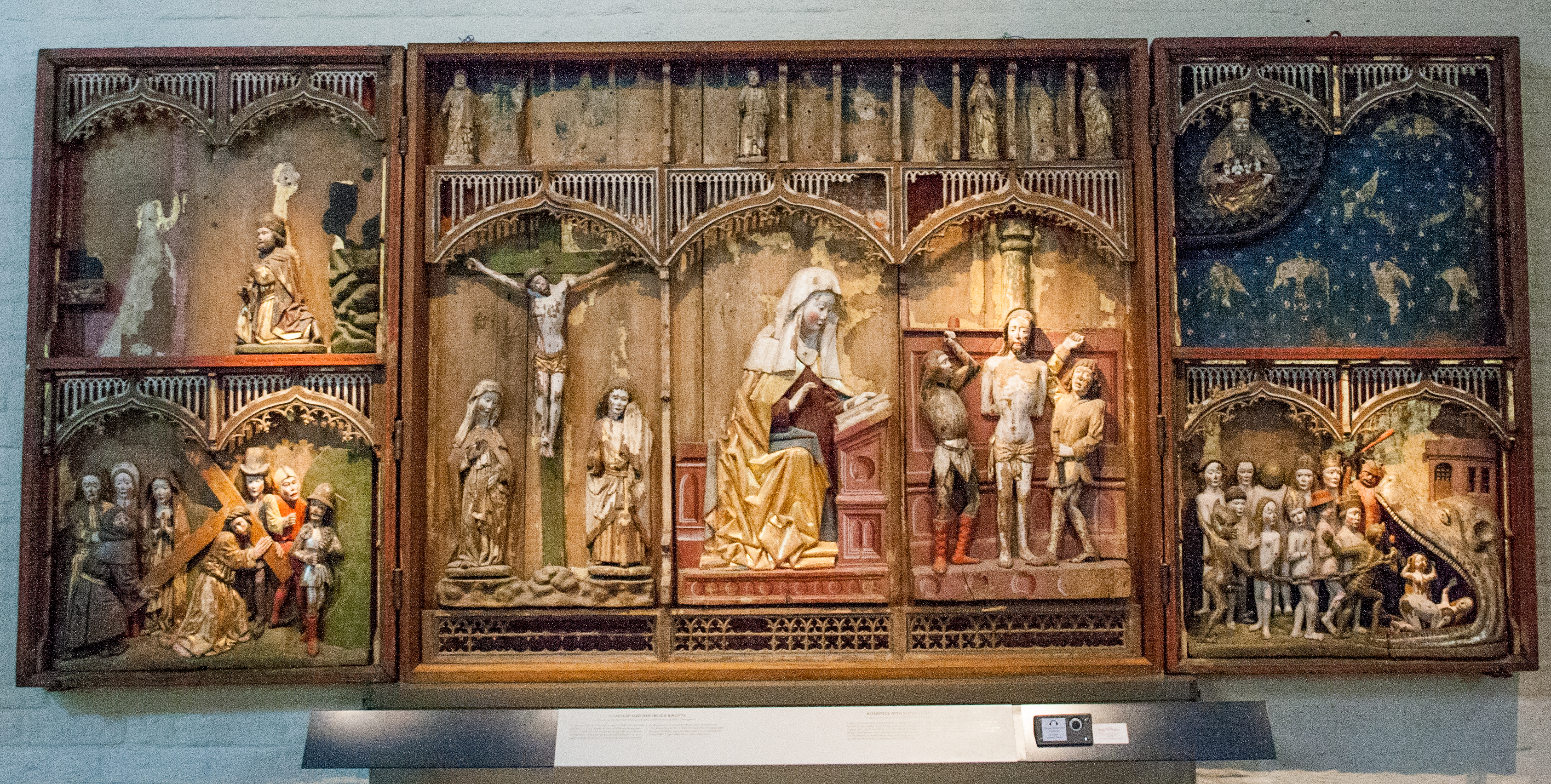
Svéd oltárkép a 15. századból, jelenetekkel Szent Brigitta életéből (Historiska museet)

A pogányság viszonylag hosszú továbbélése miatt a kereszténység előtti kultúra különböző műfajai (sagák, hősköltemények, skaldikus versek) sokáig fennmaradtak Svédországban. A történetírás is sokkal később bontakozott ki, mint a másik két skandináv országban. 1450 körül keletkezett az első ilyen témájú munka, a svéd nyelvű Karlskröniken, amely Karl Knutsson király politikai, propagandisztikus céljait szolgálta. Az első komolyabb svéd történeti munkát Ericus Olai uppsalai egyetemi tanár írta latin nyelven Cronica regni Gothorum címmel a 15. század vége felé.
A svéd vallási irodalomban a 14. században Petrus de Dacia domonkos szerzetes levelei, valamint Szent Brigittának a látomásait megörökítő írások a legjelentősebbek. A 15. századból említhetők még a párizsi egyetemen tanult Mathias Övedssen kommentárjai a Jelenések könyvéhez. A Szent Brigitta emlékére Vadstena mellett alapított kolostor a svédországi latin tanulmányok központja lett.
Az észak-európai országok első egyetemét 1477-ben Uppsalában alapították.
Svédország különböző területein, csakúgy, mint a középkor más skandináv országaiban, a helyi szokásjogon alapuló különböző jogrendszerek voltak érvényben, és ezeket a 13. század folyamán sorban egymás után írásba is foglalták, majd Magnus Eriksson országos törvénykönyvét követően kiegészítő jogokká váltak. 1225 körül jegyezték le Västergötland tartomány jogának gyűjteményét, a Västgötalaghot. 1285 táján pedig Östergötlandét Ostgötalagh címmel. 1300 körül született a Smålandslagh, az Uplandslagh, Södermannalagh és a Vöstmannalagh. Gotland szigetén is lejegyezték a hagyományos jogot (Gutalagh).
A középkori Svédországban nagy volt a német politikai és gazdasági befolyás, ami a kultúrában és a mindennapi életben is érezhető volt. Számos észak-németországi festő, szobrász és építész mester alkotott az országban egyházi vagy világi urak megrendelésére. Az uppsalai katedrális építéséhez viszont a 13. században francia építőmestereket, kőfaragókat hívtak meg, akik francia gótikus stílusban alkottak.